# Kanonikus bázis
A lineáris algebrában a kanonikus bázis, úgy is, mint standard vagy természetes bázis egy bázis, melyet egy vektortér bázisai közül annak konstrukciója tüntet ki.
Általában véve egy vektortér bázisa független generátorrendszer, ami a következőket jelenti:
- A vektortér minden vektora előáll a halmaz vektorainak lineáris kombinációjaként
- A halmazból csak úgy lehet előállítani a nullvektort, hogy csupa nulla együtthatót használunk.

Ezeket az együtthatókat a vektorok koordinátáinak nevezik az adott bázisban.
A vektortereknek van bázisuk, ám nincs feltétlenül a konstrukcióból adódó kitüntetett bázisuk. Például a sík eltolásai vektorteret alkotnak, de egyik bázisa sincs kitüntetve. Megadható egy bázis úgy, mint: a jobbra egy egységgel eltoló eltolás és a felfelé egy egységgel eltoló eltolás, de mivel a jobbra, felfelé és az egység szavak jelentése konvención alapulnak, azért ez nem standard bázis.
Tekintsük a kétszer differenciálható {\displaystyle f\colon \mathbb {R} \to \mathbb {R} } függvényeket, és minden {\displaystyle x\in \mathbb {R} } esetén teljesítik az {\displaystyle f(x)+f''(x)=0} egyenlőséget. Ez egy kétdimenziós valós vektortér, melynek egy bázisa a szinusz- és a koszinuszfüggvényből áll. Ez szintén nem tekinthető természetes bázisnak.

## Standard terek standard bázisai

Az euklideszi sík standard bázisa

Többnyire elsőként vezetik be a standard {\displaystyle \mathbb {R} ^{n}} tereket, ahol {\displaystyle n\in \mathbb {N} }. Az {\displaystyle \mathbb {R} ^{n}} terek elemei valós szám-{\displaystyle n}-esek. Az {\displaystyle \mathbb {R} ^{n}} bázisai közül kitüntetettek azok, melyekben a vektorok koordinátái megegyeznek az ábrázoló {\displaystyle n}-esek elemeivel. Kitüntetett az a bázis, melynek elemei az {\displaystyle e_{1},\ldots ,e_{n}} vektorok, ahol
{\displaystyle {\begin{matrix}e_{1}&=&(1,0,0,\ldots ,0),\\e_{2}&=&(0,1,0,\ldots ,0),\\&\vdots &\\e_{n}&=&(0,0,0,\ldots ,1)\end{matrix}}}
Ez {\displaystyle \mathbb {R} ^{n}} standard bázisa. Hasonlók teljesülnek a {\displaystyle K^{n}} vektorterekben, ahol {\displaystyle K} tetszőleges test. Ekkor a standard bázisvektorok {\displaystyle e_{1}=(1,0,\ldots ,0),\ldots ,e_{n}=(0,\ldots ,0,1)}.

### Példa
Az {\displaystyle \mathbb {R} ^{2}} tér standard bázisa az {\displaystyle e_{1}=(1,0)} és {\displaystyle e_{2}=(0,1)} vektorokból áll. A bevezetőben említett példák izomorfak az {\displaystyle \mathbb {R} ^{2}} térrel, azonban nincs standard bázisuk. Következtetésképpen nincs kitüntetett izomorfizmus ezen terek és az {\displaystyle \mathbb {R} ^{2}} tér között.

### Jelölés
A standard bázisvektorok elterjedt jelölése {\displaystyle e_{1},e_{2},\ldots }. Az {\displaystyle \mathbb {R} ^{3}} tér standard bázisvektorait természettudományi alkalmazásokban gyakran {\displaystyle \mathbf {i} ,\,\mathbf {j} ,\,\mathbf {k} } jelöli:
{\displaystyle \mathbf {i} =e_{1}={\begin{pmatrix}1\\0\\0\end{pmatrix}},\quad \mathbf {j} =e_{2}={\begin{pmatrix}0\\1\\0\end{pmatrix}},\quad \mathbf {k} =e_{3}={\begin{pmatrix}0\\0\\1\end{pmatrix}}}

### További tulajdonságok
Az {\displaystyle \mathbb {R} ^{n}} tér konstrukciójából adódóan további tulajdonságokkal bír. A standard skalárszorzat szerint a standard bázis ortonormált.

## Standard bázis mátrixterekben
A mátrixok {\displaystyle K^{m\times n}} terei vektorteret alkotnak a mátrixok összeadására és a skalárral szorzásra. A standard bázist az {\displaystyle E_{ij}} mátrixok alkotják, ahol a mátrixokban pontosan egy elem egyezik meg a {\displaystyle K} test egységelemével, a többi elem pedig a {\displaystyle K} test nulleleme. Például a {\displaystyle (2\times 2)}-es mátrixok esetén a standard bázis elemei:
{\displaystyle E_{11}={\begin{pmatrix}1&0\\0&0\end{pmatrix}},E_{12}={\begin{pmatrix}0&1\\0&0\end{pmatrix}},E_{21}={\begin{pmatrix}0&0\\1&0\end{pmatrix}},E_{22}={\begin{pmatrix}0&0\\0&1\end{pmatrix}}}

## Standard bázis végtelen dimenziós terekben
Ha {\displaystyle K} test, és {\displaystyle M} halmaz, akkor {\displaystyle M} elemeinek véges lineáris kombinációi vektorteret alkotnak, ha az együtthatók {\displaystyle K}-beliek. Ekkor {\displaystyle M} bázisa az így definiált vektortérnek, mégpedig standard bázisa.
Alternatívan, a lineáris kombinációk helyett tekinthetjük azokat az {\displaystyle f\colon M\to K} leképezéseket, amelyeknél majdnem minden {\displaystyle x\in M} esetén teljesül, hogy {\displaystyle f(x)=0}. Ha {\displaystyle m\in M}, akkor legyen {\displaystyle e_{m}\colon M\to K} az az {\displaystyle M\to K} leképezés, amire:
{\displaystyle e_{m}(x)={\begin{cases}1,&{\text{ha }}x=m\\0,&{\text{ha }}x\neq m\end{cases}}}
Ekkor az {\displaystyle \{e_{m}\}_{m\in M}} család a vektortér bázisát alkotja, ebben az esetben a standard bázisát.
Amennyiben {\displaystyle M} végtelen, úgy az összes {\displaystyle f\colon M\to K} leképezésnek nincs standard bázisa.
A testek fölötti polinomgyűrűk szintén vektorterek, ahol a konstrukció eleve kitüntet egy bázist. Ez az {\displaystyle \mathbb {R} [X]} polinomgyűrű esetén az {\displaystyle 1,} {\displaystyle X,} {\displaystyle X^{2},} {\displaystyle X^{3}\dots } monomokból áll. 

## Fordítás
Ez a szócikk részben vagy egészben  a   Standardbasis című német Wikipédia-szócikk fordításán alapul.  Az eredeti cikk szerkesztőit annak laptörténete sorolja fel. Ez a jelzés csupán a megfogalmazás eredetét és a szerzői jogokat jelzi, nem szolgál a cikkben szereplő információk forrásmegjelöléseként.